# 2705 Wu
A 2705 Wu (ideiglenes jelöléssel 1980 TD4) a Naprendszer kisbolygóövében található aszteroida. Carolyn Shoemaker fedezte fel 1980. október 9-én.